# Cléber Santana
Cléber Santana Loureiro (Paulista ou Olinda, 27 de junho de 1981 – La Unión, 28 de novembro de 2016) foi um futebolista brasileiro que atuou como volante ou meia.

## Carreira

### Início
Nascido na Região Metropolitana do Recife, em Pernambuco, Santana começou na base do Sport Club do Recife aos 13 anos, onde se profissionalizou.
Foi negociado com o Vitória no fim de 2003. Depois do Brasileiro de 2004, onde o Vitória foi rebaixado, foi para o Kashiwa Reysol.

### Santos
Após passagem pelo futebol japonês, Cléber chegou ao Santos em 2006. Ficou marcado na memória da torcida santista com seu gol na vitória contra a Portuguesa na última rodada do Campeonato Paulista, partida que deu o título Paulista ao Santos, acabando com o jejum de 21 anos sem títulos estaduais.
No ano seguinte foi um dos protagonistas da equipe na conquista do Bicampeonato Paulista, sendo o artilheiro do time na competição. Também em 2007 foi um dos destaques da equipe que chegou até a semifinal da Copa Libertadores da América. Após grande passagem pela equipe Santista transferiu-se para o futebol espanhol.

### Atlético de Madrid
Em julho de 2007, Cléber assinou com o Atlético de Madrid um contrato de três anos no valor de seis milhões de euros. Apesar de não ter tido uma partida memorável, ele contribuiu disputando 23 jogos no campeonato levando o time à UEFA Champions League, depois de 12 anos sem disputar a competição.

### Mallorca
Para 2008-09, Santana foi emprestado ao Mallorca. Em 9 de novembro de 2008, ele marcou seu primeiro gol pelo time das Ilhas Baleares, em um empate por 3-3 em casa contra o Athletic Bilbao, e terminou a campanha (em que ele se destacou fortemente, ao lado de outro jogador emprestado pelo Atlético, José Manuel Jurado), com cinco gols, que também incluiu o da vitória contra o já coroado campeão Barcelona em 17 de maio de 2009, e um gol solitário na semana seguinte, na vitória do Real Madrid por 3–1.

### Retorno ao Atlético de Madrid
Cléber voltou ao Atlético, porém foi pouco utilizado, ajudou a equipe balançando a rede em casa no empate de 2–2 contra o Almería, em 23 de setembro de 2009.

### São Paulo e Atlético Paranaense
No final de janeiro do ano seguinte, apesar de ele ter renovado seu contrato até junho 2012, Cléber retornou ao seu país, assinando com o São Paulo.
Atuou todo o restante do ano de 2010 pelo Tricolor Paulista e, no ano seguinte, foi emprestado ao Atlético Paranaense aonde disputou o Campeonato Brasileiro e a Copa Sul-Americana.

### Avaí
Para a temporada de 2012, Cléber Santana foi anunciado como reforço do Avaí. No clube de Florianópolis, disputaria o Campeonato Catarinense e a Série B do Campeonato Brasileiro. Fez sua estreia pelo time no dia 12 de fevereiro, num jogo válido pela sétima rodada do estadual. Seu primeiro gol foi numa cobrança de falta, e veio no dia 4 de março na vitória de 2–0 sobre o Criciúma no Heriberto Hülse. Ao longo do estadual Cleber foi se destacando como o principal jogador da equipe, se confirmando nas duas partidas finais com o maior rival do Avaí, o Figueirense. O Avaí venceu o primeiro jogo por 3–0 na Ressacada com um golaço de falta de Cléber, e venceu também o segundo jogo na casa do maior rival por 2–1 com mais um gol de Cléber. Com isso, sagrou-se Campeão Catarinense de 2012, um dos Campeonatos Catarinenses mais inesquecíveis da história, após um banho de bola do Avaí comandado por CS88. Embalado pelo título, Cléber continuou sendo o grande destaque da equipe Avaiana no Campeonato Brasileiro da Série B. Chegou a ser sondado para reforçar o Palmeiras, mas o Maestro como era chamado pelos torcedores do Avaí resolveu permanecer em Florianópolis. Após sua morte, Cléber foi homenageado pela torcida Avaiana que ainda carrega faixas com seu nome e suas fotos, o inesquecível capitão de 2012. A principal torcida organizada do Avaí (Mancha Azul), ainda produziu camisas com escritas de "Cléber Santana", "2012 Eterno" e com o número 88 (muito utilizado por Cléber) nas costas.

### Flamengo
No dia 17 de setembro de 2012 o Flamengo acertou sua contratação até o fim de 2014, numa negociação envolvendo além dele, mais 3 jogadores. Em 23 de setembro, portanto dois dias depois da sua apresentação, Santana, na sua estreia, marca o gol de empate flamenguista contra o Atlético-GO, em jogo válido pela 26ª rodada do Campeonato Brasileiro.
Emprestado ao clube carioca até o último dia de seu vínculo com o São Paulo, 31 de janeiro de 2013, Santana já assinou um pré-contrato com o primeiro até o final do próximo ano. Para o jogador, depois de "roer o osso", ao livrar o rubro-negro da Série B, a temporada vindoura terá que "ser de títulos, de grandeza".
Uma dívida pendente com o Avaí de R$1,9 milhão pela sua contratação junto aos catarinenses pode, contudo, tirar Santana do Flamengo. No dia 7 de fevereiro de 2012, o mandatário do Avaí, João Nílson Zunino, afirmou que mesmo em débito pela contratação de Cléber e Renato Santos, o Flamengo pagou uma parte, o valor pago pelo rubro-negro foi de R$ 667 mil reais, sobrando ainda R$ 1,4 milhões de reais.
Sem tantas chances no Flamengo em maio de 2013, Cléber Santana, depois de meses negociando, acertou sua volta para o Avaí.

### Volta ao Avaí
Se utilizando dos valores devidos pelo Flamengo junto ao Avaí, o clube catarinense conseguiu repatriar Cléber ao seu elenco.
Com negociações com o Criciúma, Cléber Santana conseguiu a rescisão do seu contrato com o Avaí, a diretoria afirmou que só liberou Cléber Santana porque não teria como arcar com seu salário durante esse período. Um grupo de empresários que ajudava o Avaí a pagar os vencimentos do jogador cancelou o acordo nos últimos meses, dificultando a permanência do meia na Ressacada.

### Criciúma
Sonho antigo do Criciúma, Cléber Santana acertou com o Tigre no dia 22 de agosto de 2014.

### Chapecoense
Em 17 de junho de 2015 foi contratado pela Chapecoense, onde ficaria até o fim do Campeonato Brasileiro.

## Marca
Na vitória fora de casa contra o Náutico por 1–0 em 27 de maio de 2014, Cléber Santana completou cem jogos defendendo o Avaí, somando-se também os jogos de sua primeira passagem pelo clube em 2012.

## Morte
Ver Artigo Principal: Voo 2933 da Lamia
Cléber Santana foi uma das vítimas fatais da queda do voo 2933 da LaMia, em 28 de novembro de 2016. A aeronave transportava a equipe do Chapecoense para Medellin, onde disputaria a primeira partida da final da Copa Sul-Americana de 2016. Além da equipe da Chapecoense, a aeronave também levava 21 jornalistas brasileiros que cobririam a partida contra o Atlético Nacional (COL).

## Estatísticas
Até 2 de abril de 2016.

### Clubes
| Clube               | Temporada         | Campeonato nacional | Campeonato nacional | Campeonato nacional | Copa nacional[a] | Copa nacional[a] | Copa nacional[a] | Competições continentais[b] | Competições continentais[b] | Competições continentais[b] | Outros torneios[c] | Outros torneios[c] | Outros torneios[c] | Total | Total | Total   |
| Clube               | Temporada         | Jogos               | Gols                | Assist.             | Jogos            | Gols             | Assist.          | Jogos                       | Gols                        | Assist.                     | Jogos              | Gols               | Assist.            | Jogos | Gols  | Assist. |
| ------------------- | ----------------- | ------------------- | ------------------- | ------------------- | ---------------- | ---------------- | ---------------- | --------------------------- | --------------------------- | --------------------------- | ------------------ | ------------------ | ------------------ | ----- | ----- | ------- |
| Sport               | 2001              | 16                  | 2                   | 0                   | 0                | 0                | 0                | —                           | —                           | —                           | 0                  | 0                  | 0                  | 16    | 2     | 0       |
| Sport               | 2002              | 16                  | 2                   | 0                   | 0                | 0                | 0                | —                           | —                           | —                           | 0                  | 0                  | 0                  | 16    | 2     | 0       |
| Sport               | 2003              | 15                  | 1                   | 0                   | 1                | 0                | 0                | —                           | —                           | —                           | 0                  | 0                  | 0                  | 15    | 1     | 0       |
| Sport               | Total             | 47                  | 5                   | 0                   | 0                | 1                | 0                | 0                           | 0                           | 0                           | 0                  | 0                  | 0                  | 47    | 5     | 0       |
| Vitória             | 2004              | 39                  | 4                   | 0                   | —                | —                | —                | —                           | —                           | —                           | —                  | —                  | —                  | 39    | 4     | 0       |
| Vitória             | Total             | 39                  | 4                   | 0                   | 0                | 0                | 0                | 0                           | 0                           | 0                           | 0                  | 0                  | 0                  | 39    | 4     | 0       |
| Kashiwa Reysol      | 2005              | 29                  | 8                   | 0                   | —                | —                | —                | —                           | —                           | —                           | —                  | —                  | —                  | 29    | 8     | 0       |
| Kashiwa Reysol      | Total             | 29                  | 8                   | 0                   | 0                | 0                | 0                | 0                           | 0                           | 0                           | 0                  | 0                  | 0                  | 29    | 8     | 0       |
| Santos              | 2006              | 29                  | 2                   | 0                   | —                | —                | —                | —                           | —                           | —                           | —                  | —                  | —                  | 29    | 2     | 0       |
| Santos              | 2007              | 6                   | 1                   | 0                   | —                | —                | —                | —                           | —                           | —                           | —                  | —                  | —                  | 6     | 1     | 0       |
| Santos              | Total             | 35                  | 3                   | 0                   | 0                | 0                | 0                | 0                           | 0                           | 0                           | 0                  | 0                  | 0                  | 35    | 3     | 0       |
| Atlético de Madrid  | 2007–08           | 23                  | 0                   | 0                   | —                | —                | —                | 0                           | 0                           | 0                           | —                  | —                  | —                  | 23    | 0     | 0       |
| Atlético de Madrid  | 2008–09           | 0                   | 0                   | 0                   | —                | —                | —                | 0                           | 0                           | 0                           | —                  | —                  | —                  | 0     | 0     | 0       |
| Atlético de Madrid  | 2009–10           | 14                  | 1                   | 1                   | 3                | 0                | 0                | 8                           | 0                           | 0                           | —                  | —                  | —                  | 25    | 1     | 1       |
| Atlético de Madrid  | Total             | 37                  | 1                   | 1                   | 3                | 0                | 0                | 8                           | 0                           | 0                           | 0                  | 0                  | 0                  | 48    | 1     | 1       |
| Mallorca            | 2008–09           | 32                  | 5                   | 1                   | —                | —                | —                | —                           | —                           | —                           | —                  | —                  | —                  | 32    | 5     | 1       |
| Mallorca            | Total             | 32                  | 5                   | 1                   | 0                | 0                | 0                | 0                           | 0                           | 0                           | 0                  | 0                  | 0                  | 32    | 5     | 1       |
| São Paulo           | 2010              | 22                  | 2                   | 1                   | —                | —                | —                | 8                           | 0                           | 1                           | 12                 | 1                  | 0                  | 42    | 3     | 2       |
| São Paulo           | 2011              | 6                   | 0                   | 0                   | 0                | 0                | 0                | —                           | —                           | —                           | 6                  | 0                  | 0                  | 6     | 0     | 0       |
| São Paulo           | Total             | 28                  | 2                   | 1                   | 0                | 0                | 0                | 8                           | 0                           | 1                           | 12                 | 1                  | 0                  | 48    | 3     | 2       |
| Atlético Paranaense | 2011              | 30                  | 3                   | 1                   | —                | —                | —                | 1                           | 0                           | 0                           | —                  | —                  | —                  | 31    | 3     | 1       |
| Atlético Paranaense | Total             | 30                  | 3                   | 1                   | 0                | 0                | 0                | 1                           | 0                           | 0                           | 0                  | 0                  | 0                  | 31    | 3     | 1       |
| Flamengo            | 2012              | 12                  | 1                   | 0                   | —                | —                | —                | —                           | —                           | —                           | —                  | —                  | —                  | 12    | 1     | 0       |
| Flamengo            | 2013              | 0                   | 0                   | 0                   | 1                | 0                | 0                | 0                           | 0                           | 0                           | 10                 | 3                  | 0                  | 10    | 3     | 0       |
| Flamengo            | Total             | 12                  | 1                   | 0                   | 1                | 0                | 0                | 0                           | 0                           | 0                           | 10                 | 3                  | 0                  | 23    | 4     | 0       |
| Avaí                | 2012              | 24                  | 8                   | 0                   | —                | —                | —                | —                           | —                           | —                           | 16                 | 7                  | 0                  | 40    | 15    | 0       |
| Avaí                | 2013              | 33                  | 7                   | 4                   | —                | —                | —                | —                           | —                           | —                           | —                  | —                  | —                  | 33    | 7     | 4       |
| Avaí                | 2014              | 16                  | 1                   | 3                   | 5                | 1                | 0                | —                           | —                           | —                           | 17                 | 5                  | 0                  | 38    | 7     | 3       |
| Avaí                | Total             | 73                  | 16                  | 7                   | 5                | 1                | 0                | 0                           | 0                           | 0                           | 33                 | 12                 | 0                  | 111   | 29    | 7       |
| Criciúma            | 2014              | 20                  | 1                   | 3                   | —                | —                | —                | 1                           | 0                           | 0                           | —                  | —                  | —                  | 21    | 1     | 3       |
| Criciúma            | 2015              | 7                   | 1                   | 0                   | 1                | 0                | 0                | —                           | —                           | —                           | 14                 | 2                  | 0                  | 22    | 3     | 0       |
| Criciúma            | Total             | 27                  | 2                   | 3                   | 1                | 0                | 0                | 1                           | 0                           | 0                           | 14                 | 2                  | 0                  | 43    | 4     | 3       |
| Chapecoense         | 2015              | 26                  | 1                   | 4                   | —                | —                | —                | 5                           | 0                           | 1                           | —                  | —                  | —                  | 31    | 1     | 5       |
| Chapecoense         | 2016              | 0                   | 0                   | 0                   | 0                | 0                | 0                | 0                           | 0                           | 0                           | 15                 | 2                  | 4                  | 15    | 2     | 4       |
| Chapecoense         | Total             | 26                  | 1                   | 4                   | 0                | 0                | 0                | 5                           | 0                           | 1                           | 15                 | 2                  | 4                  | 46    | 3     | 9       |
| Total na carreira   | Total na carreira | 415                 | 53                  | 18                  | 10               | 1                | 0                | 23                          | 0                           | 2                           | 84                 | 20                 | 4                  | 535   | 74    | 24      |

- a. ^ Jogos da Copa do Brasil e Copa del Rey
- b. ^ Jogos da Copa Sul-Americana, Copa da UEFA, Copa Libertadores e Liga dos Campeões
- c. ^ Jogos do Campeonato Carioca, Campeonato Paulista, Campeonato Catarinense e Jogo amistoso

## Títulos
Sport
- Campeonato Pernambucano: 2000, 2003
- Copa Pernambuco: 2003
- Copa do Nordeste: 2000

Vitória
- Campeonato Baiano: 2004
- Taça Estado da Bahia: 2004

Santos
- Campeonato Paulista: 2006, 2007[40]

Atlético de Madrid
- Liga Europa: 2009-10
- Copa Intertoto da UEFA: 2007

Avaí
- Campeonato Catarinense: 2012

Chapecoense
- Campeonato Catarinense: 2016
- Copa Sul-Americana: 2016[41]

### Prêmios individuais
- Melhor jogador do Campeonato Catarinense: 2012, 2016
- Seleção do Campeonato Catarinense: 2012, 2016